# Касас-Ібаньєс
Касас-Ібаньєс (ісп. Casas-Ibáñez) — муніципалітет в Іспанії, у складі автономної спільноти Кастилія-Ла-Манча, у провінції Альбасете. Населення — 4761 особа (2010).
Муніципалітет розташований на відстані близько 230 км на південний схід від Мадрида, 46 км на північний схід від Альбасете.

## Демографія
Динаміка населення (INE ):

## Галерея зображень

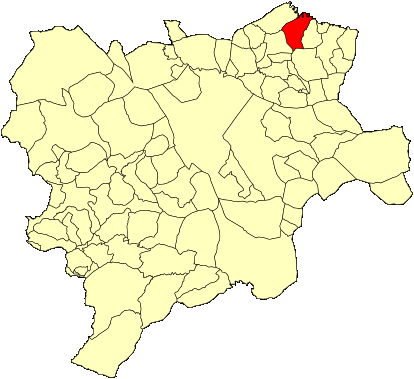
Розташування муніципалітету у провінції Альбасете